# Bastien Vautier
Bastien Vautier (Noisy-le-Grand, Isla de Francia; 15 de noviembre de 1998) es un jugador de baloncesto francés que pertenece a la plantilla del Cholet Basket de la LNB Pro A francesa. Con 2,10 metros de estatura, juega en la posición de pívot.

## Trayectoria deportiva

### Primeros años
En su juventud jugó fútbol, bádminton, natación y tenis. Comenzó a jugar baloncesto a los 13 años en Rozay-en-Brie, en la región de París.

### Profesional
Tras un breve paso por Marne-la-Vallée, se incorporó a la cantera del SLUC Nancy. En 2016, ganó con el equipo el campeonato junior y el Trophée du Futur. La temporada siguiente se fue cedido al Caen Basket Calvados de la Pro B, donde promedió 7,9 puntos y 5,6 rebotes por partido. El 19 de mayo de 2018 el SLUC Nancy recuperó al jugador para disputar los playoffs de ascenso a la Pro A.
El 23 de abril de 2019 se presentó al draft de la NBA pero no resultó elegido. Esa temporada acabaría promediando 6,2 puntos y 4,5 rebotes en el equipo francés.
El 5 de abril de 2021 se rompió los ligamentos cruzados de la rodilla izquierda. El 7 de enero de 2022, tras nueve meses de baja por su lesión, fichó por el UJAP Quimper hasta el final de la temporada 2021-22. En 22 partidos promedió 12,6 puntos y 4,3 rebotes.
El 7 de junio de 2022 firmó un contrato por un año con el Lille Métropole Basket Club. Tuvo un año de mucha calidad en el campeonato Pro B:primero del campeonato en valoración, quinto mejor anotador, quinto mejor reboteador y tirador más eficiente. Promedió 17,3 puntos y 8,0 rebotes por partido.
El 29 de mayo de 2023 firmó contrato con ESSM Le Portel. Tuvo un comienzo de campeonato de gran calidad: fue el máximo anotador francés del campeonato a mitad de temporada (15,6 puntos y 5,5 rebotes tras 13 jornadas de campeonato), ganándose un puesto en el All-Star.
El 7 de junio de 2024 firmó por dos temporadas con el Cholet Basket.